# Витри сюр Сен
Витри сюр Сен (на френски: Vitry-sur-Seine) е град във Франция. Населението му е 92 755 жители (по данни от 1 януари 2016 г.), а площта 11,67 кв. км. Намира се на 7,50 км от центъра на Париж.

## Жители по месторождение, 1999 г.
- Европейска Франция – 72,90%
- Отвъдморски департаменти и територии на Франция – 2,70%
- В чужди държави, но с френско гражданство по рождение – 2,70%
- Чужди жители, граждани на страни от ЕС – 5,90%
- Чужди жители, граждани на страни извън ЕС – 15,80%